# Biestrzyków Mały
Biestrzyków Mały (pronunciación en polaco: /bjɛstˈʂɨkuf ˈmawɨ/) es un pueblo en el distrito administrativo de Gmina Kobiele Wielkie, dentro de Distrito de Radomsko, Voivodato de Łódź, en Polonia central. Se encuentra aproximadamente 7 kilómetros al noreste de Kobiele Wielkie, 18 kilómetros al este de Radomsko, y 82 kilómetros al sur de la capital regional, Łódź.